# Trezói
Trezói ist eine Gemeinde (Freguesia) im portugiesischen Kreis Mortágua. In ihr leben 343 Einwohner (Stand 19. April 2021).